# Autographa monoxyla
Autographa monoxyla är en fjärilsart som beskrevs av Dyar 1913. Autographa monoxyla ingår i släktet Autographa och familjen nattflyn. Inga underarter finns listade i Catalogue of Life.